# Insulocreagris regina
Insulocreagris regina är en spindeldjursart som beskrevs av Bozidar P.M. Curcic 1987. Insulocreagris regina ingår i släktet Insulocreagris och familjen helplåtklokrypare. Inga underarter finns listade i Catalogue of Life.